# Rhombodera handschini
Rhombodera handschini är en bönsyrseart som beskrevs av Werner 1933. Rhombodera handschini ingår i släktet Rhombodera och familjen Mantidae. Inga underarter finns listade i Catalogue of Life.